# Asplenium breedlovei
Asplenium breedlovei là một loài thực vật có mạch trong họ Aspleniaceae. Loài này được A.R. Sm. miêu tả khoa học đầu tiên năm 1975.